# Rio Găunoasa (Bistriţa)
O Rio Găunoasa é um rio da Romênia, afluente do Bistriţa, localizado no distrito de Gorj.